# Paul Marion
Pour les articles homonymes, voir Marion.
Paul Marion, né le 27 juin 1899 à Asnières et mort le 2 mars 1954 à Paris, est un journaliste et homme politique français. 
Membre du comité central du Parti communiste français (PCF) et secrétaire de la propagande du parti jusqu'à son exclusion en 1929, il rejoint par la suite brièvement les néo-socialistes, puis participe en 1936 à la fondation du Parti populaire français (PPF), parti de droite, avec Jacques Doriot. Sous la Collaboration, il entre au gouvernement de Vichy comme secrétaire général à l’Information et à la Propagande. 

## Biographie

### Le militant communiste
Membre du Parti communiste français en 1922, il fait partie du comité central du PCF en 1926 et devient secrétaire de la section Agit-prop. De 1927 à 1929, il appartient au bureau de propagande du Komintern à Moscou. En 1929, il rompt avec le PC, exprimant ses critiques envers les orientations du parti à la suite de son VIe congrès et surtout sa désillusion sur le régime stalinien. Il réaffirme néanmoins, dans sa lettre adressée à l'Humanité, son attachement à l’idée de lutte pour l’émancipation des travailleurs et appelle à s'inspirer du Parti travailliste britannique. Il rejoint ensuite les néo-socialistes, puis l’Union socialiste républicaine (USR) ; il compte alors parmi les pacifistes de la gauche néo-socialiste (Notre Temps).

### Du Parti populaire français au gouvernement de Vichy

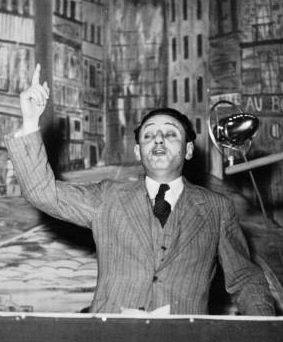
Paul Marion à la tribune lors de la première réunion du Parti populaire français (PPF) au théâtre municipal de Saint-Denis en 1936.

En 1936, il rejoint les rangs du Parti populaire français (PPF) de Jacques Doriot, parti qui est d'emblée de droite, où il est rédacteur en chef de L’Émancipation nationale, puis de La Liberté à partir de 1937. Il quitte le PPF en 1939 après avoir été mobilisé, mais il est de retour en janvier 1941 à la suite d'une intervention d'Otto Abetz, l'ambassadeur d'Allemagne à Paris, en sa faveur. Le 11 août 1941, il est nommé secrétaire général à l’Information et à la Propagande sous le régime de Vichy. À ce titre, il ambitionne de « former un Français d'un type nouveau, comme un sculpteur devant la glaise, comme un créateur ». En 1944, il devient secrétaire d’État auprès du maréchal Pétain, qu'il suit à Sigmaringen.

### Après la guerre
Arrêté en Autriche en juillet 1945, ramené en France, il est condamné à dix ans de prison et à la dégradation nationale à vie le 14 décembre 1948. En dépit de son engagement total dans la collaboration, le tribunal lui reconnait des circonstances atténuantes ; il ne semble pas s’être livré à des dénonciations et serait intervenu pour tenter de sauver de l'exécution ou de la déportation des détenus gaullistes, communistes ou juifs.
Gracié en 1953 pour des raisons médicales, il meurt de maladie en 1954.
Il repose au cimetière de Charonne.

## Publications
- La Crise financière, la faillite du cartel, le programme communiste, Bureau d'éditions, de diffusion et de publicité, 1926.
- Deux Russies, Nouvelle société d'édition, 1930.
- Socialisme et nation, Imprimerie du Centaure, 1933.
- Programme du Parti populaire français, Les Œuvres françaises, 1938.
- Leur combat : Lénine, Mussolini, Hitler, Franco, Fayard, 1939 (réimpr. 1941 (OCLC 714051372), 2008  (ISBN 978-2-913044-71-5)) (BNF 32420109).